# Omar Armando Baquero Soler
Omar Armando Baquero Soler (Acacías, 15 de abril de 1952 - † 23 de mayo de 2009) fue un Ingeniero Civil y político colombiano, primer alcalde de Villavicencio y primer gobernador del departamento de Meta elegido por votación popular.

## Biografía
Docente de la Normal Superior de San Bernardo (Cundinamarca), egresado como Ingeniero Civil de la Universidad La Gran Colombia, realizó estudios de maestría en Geopolítica, de especialización en Medio Ambiente y otros estudios de Liderazgo Estratégico y Negocios Internacionales en la Universidad Militar Nueva Granada.
Se desempeñó en cargos públicos como ingeniero Jefe de Distrito de la Gobernación entre 1977 y 1978, fue ingeniero en el Ministerio de Obras Públicas entre 1978 y 1982, también fungió como Secretario de Hacienda de la gobernación del Meta entre 1982 y 1983 y fue alcalde de Villavicencio en el periodo entre 1983 y 1986. Luego ocupó cargos políticos por decreto y de elección popular, siendo alcalde de Villavicencio por segunda vez en el periodo entre 1988 y 1990, Gobernador del departamento de Meta en 1992 y Representante a la Cámara en dos periodos consecutivos: 1998-2002 y 2002-2006. Posteriormente, se convirtió en el primer llanero miembro de la Junta Directiva más importante del país, Ecopetrol.

## Proyectos Impulsados
Como congresista impulsó la creación del Instituto Departamental de Cultura, fue ponente de la Ley 115 (Ley General de la Educación), impulsó el debate de la Ley 30 que reglamentó la educación superior, promovió debates para que el gobierno finalmente decidiera la construcción de la vía Bogotá - Villavicencio, participó en aprobación de la Ley de reglamentación de la telefonía celular.